# Microlepia platyphylla
Microlepia platyphylla là một loài thực vật có mạch trong họ Dennstaedtiaceae. Loài này được (D. Don) J. Sm. miêu tả khoa học đầu tiên năm 1842.